# Skogsbergia lerneri
Skogsbergia lerneri is een mosselkreeftjessoort uit de familie van de Cypridinidae. De wetenschappelijke naam van de soort is voor het eerst geldig gepubliceerd in 1958 door Kornicker.